# Delfstof

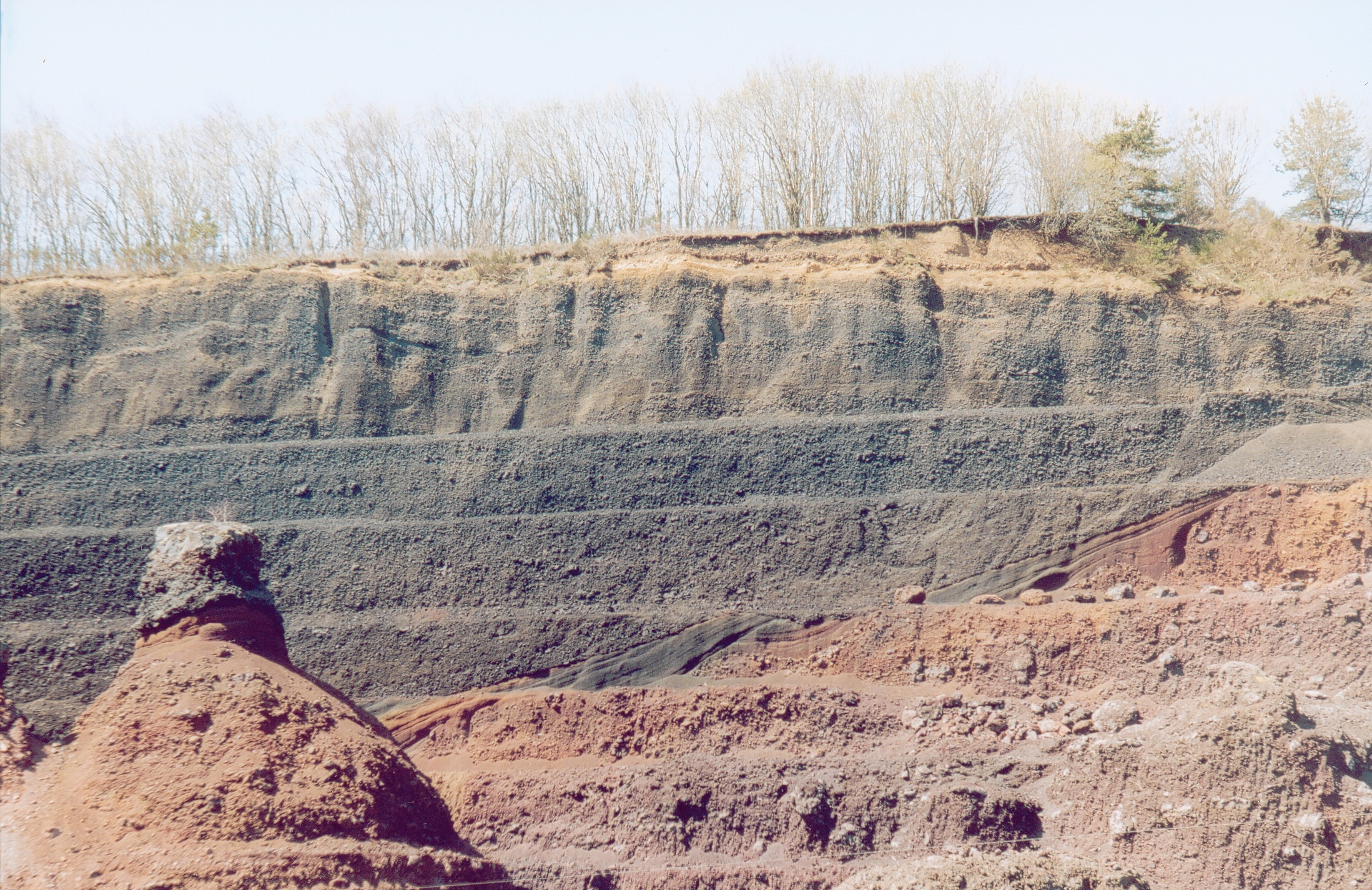
De delfstofgroeve Puy de Lemptégy in Frankrijk. De Puy de Lemptégy is een slapende vulkaan. De scoria werd vroeger gewonnen om te worden gebruikt in de productie van cement.

Delfstoffen zijn gesteenten en mineralen die economisch nut hebben voor de mensheid. Het winnen van delfstoffen door de mijnbouw wordt exploratie genoemd. Een delfstof is een stoffelijke, natuurlijke hulpbron. Delfstoffen moeten na de exploratie nog verder bewerkt worden, bijvoorbeeld via raffinage, om de gezochte grondstof te verkrijgen die in de industrie kan worden gebruikt.

## Soorten en toepassingen
De term delfstof wordt ook gebruikt voor vloeibare en gasvormige nuttige stoffen, zoals aardolie, aardgas en zelfs water. De bekendste delfstoffen zijn ertsen, fossiele brandstoffen, zouten en water.
De manier waarop een delfstof van nut is verschilt sterk. Delfstoffen kunnen worden onderverdeeld in brandstof, bouwmateriaal en grondstof. Veel delfstoffen worden aangewend voor bouwwerken en infrastructurele werken. Het betreft materialen als: zand, grind, klei, leem, kalksteen en natuursteen.

## Winning
Delfstoffen worden gevonden en gewonnen uit natuurlijke voorkomens. Sommige delfstoffen zijn daarnaast recycleerbaar: ze kunnen na consumptie opnieuw gebruikt worden. Of een bepaald voorkomen van een delfstof winbaar of recycleerbaar is, hangt af van verschillende factoren. 
Een bedrijf zal alleen tot exploratie van een delfstof overgaan als dit financieel voordeel oplevert. Een delfstof is economisch winbaar als de kosten van de exploratie lager zijn dan de opbrengst. Daarnaast zijn niet alle voorkomens van delfstoffen technisch winbaar - de technologie om sommige voorkomens te winnen bestaat (nog) niet. Het voorkomen van delfstoffen wordt bepaald door de lokale geologie. Als een voorkomen zich bijvoorbeeld te diep, op een onherbergzame of afgelegen plek, steile helling, of onder de zee bevindt, is het technisch lastiger de delfstof te winnen en liggen de kosten hoger. Ook de politieke en sociaal-economische omstandigheden op de plek waar de delfstof zich bevindt spelen vaak een grote rol. In veel landen zijn natuurlijke hulpbronnen genationaliseerd (staatsbezit) en is de vraag door wie ze kunnen worden geëxploreerd politiek van aard. 
De opbrengst van delfstoffen hangt af van de marktwaarde: de prijs ervan op de wereldmarkt. Delfstoffen zijn vrijwel altijd niet-vernieuwbare hulpbronnen: de voorraad ervan is eindig en kan niet op natuurlijke wijze worden aangevuld. Dit betekent dat de wereldwijde reserves afnemen. De groei van de wereldbevolking zorgt echter dat de vraag wereldwijd blijft toenemen. De combinatie van afnemende reserves en toenemende vraag zorgt voor een stijgende prijs. Tegelijkertijd kunnen nieuwe technologische ontwikkelingen de exploratie van delfstoffen goedkoper of makkelijker maken, waardoor de prijs weer kan dalen. Gemiddeld genomen over langere periode stijgt de prijs van delfstoffen op de wereldmarkt echter geleidelijk. Als resultaat worden geleidelijk aan sommige voorkomens economisch winbaar die eerder niet-winbaar waren. In de eenentwintigste eeuw worden bijvoorbeeld ertsen ontgonnen worden met een gemiddeld veel lager metaalgehalte dan eerder. Gemiddeld wordt ook veel dieper geboord naar aardolie dan aan het begin van de Industriële revolutie.